# Zero-grazing

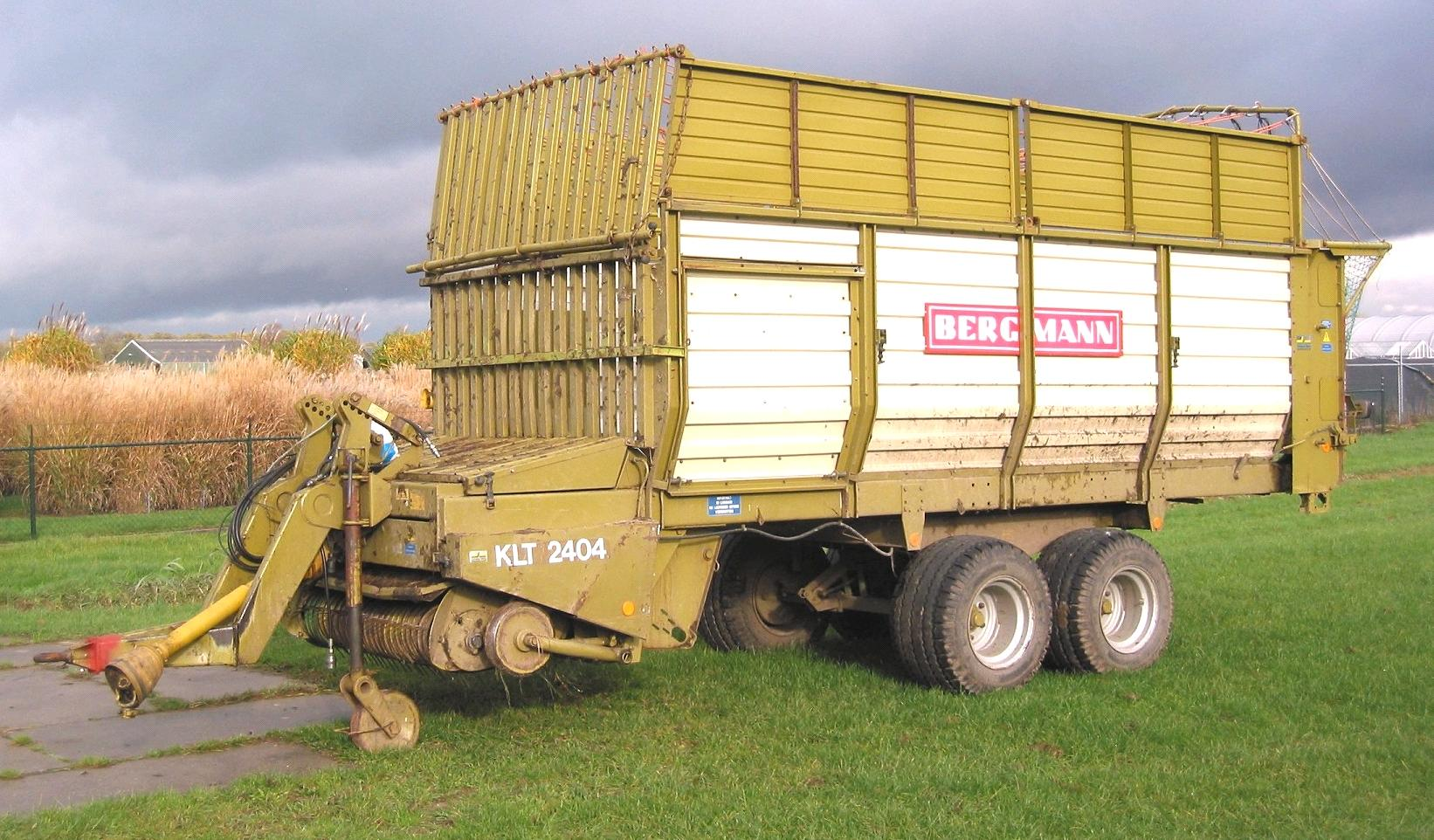
Opraapwagen, gebruikt voor grasaanvoer (foto: Rasbak)

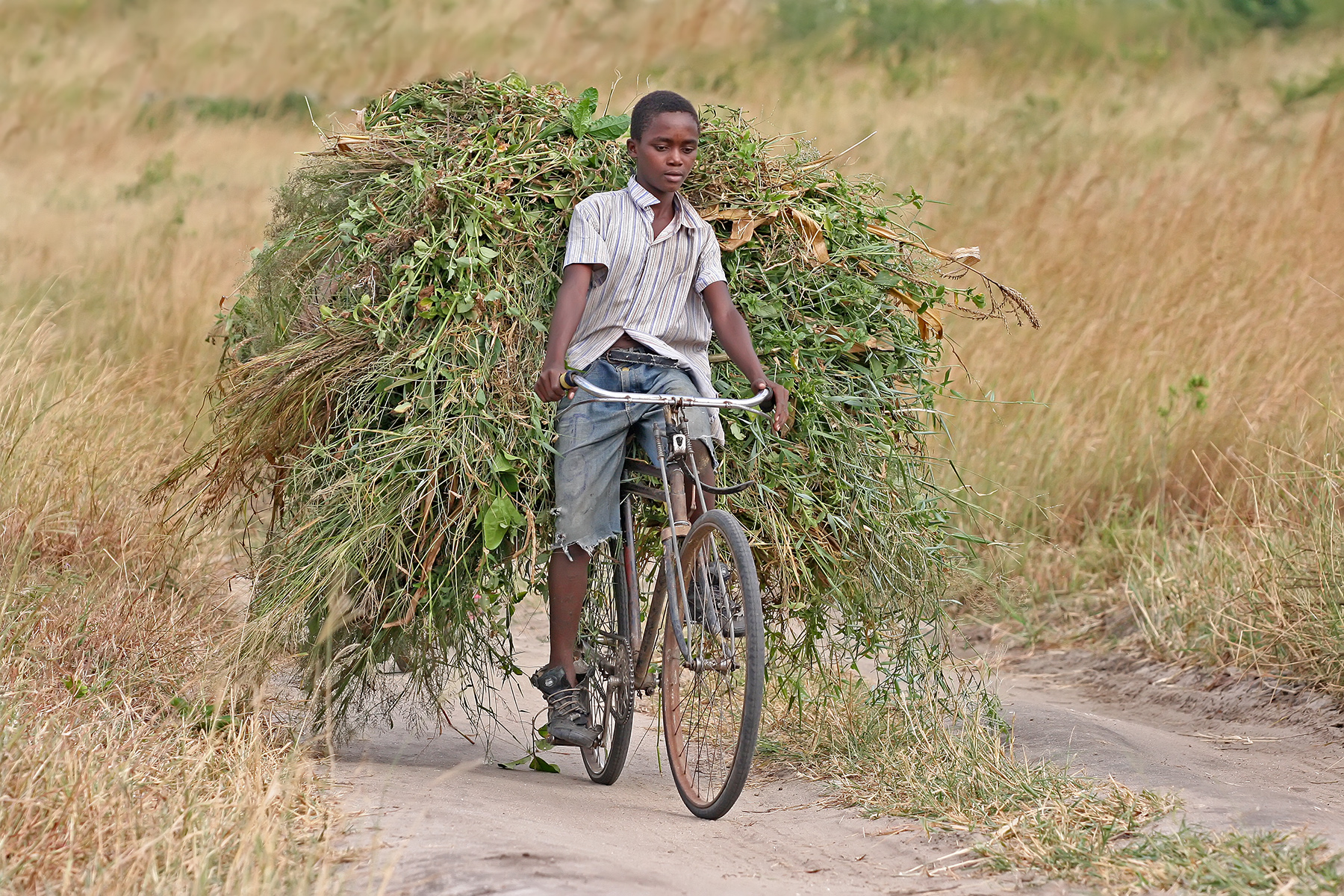
Een Tanzaniaanse jongen voert ruwvoer aan voor het vee van zijn familie (foto: Muhammad Mahdi Karim, 2009)

Zero-grazing is de Engelse term voor het voersysteem in de veehouderij – specifieker, de houderij van grazers/herkauwers, zoals runderen, schapen en geiten – waarbij de dieren niet grazen maar vers gemaaid ruwvoer of gras in de voergoot bij het voerhek krijgen aangeboden. De laatste jaren wordt dit systeem steeds breder toegepast, vooral in de melkveehouderij. Deze ontwikkeling doet zich niet alleen in westerse landen voor, maar ook in Afrika (bijvoorbeeld in Kenia, Oeganda, Tanzania Ethiopië en Mali).

## Voordelen

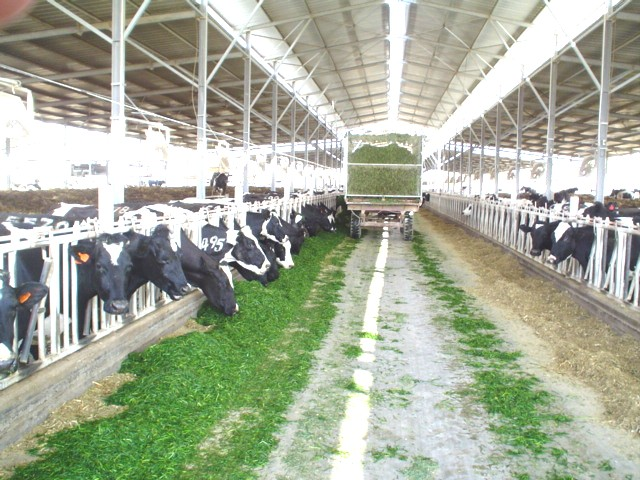
Koeien gevoerd met vers gras aan het voerhek (foto: Felagund)

In de diverse landen waar dit systeem wordt toegepast, lopen de redenen om voor zero-grazing te kiezen uiteen. Voordelen ervan zijn dat de betreffende dieren het gras niet plattrappen en bevuilen, o.a. met hun faeces. Dit verhoogt de totale opname van het gras dat op een weiland groeit. Bovendien is de kans op infectie met parasieten, zoals leverbot, kleiner. Verder heeft de boer geen omheining van de wei meer nodig en hoeft hij/zij de beesten niet te verscharen of te hoeden. De dieren zelf verbruiken minder energie voor de loopbewegingen die zij anders tijdens het grazen zouden maken.
En vooral de toegenomen mechanisatie en robotisering in stal en melkput hebben invloed gehad op dit proces.
In Afrika speelt daarnaast een rol dat dieren in dit systeem minder worden blootgesteld aan de zon en, afhankelijk van de omstandigheden op het grasland, ook minder aan ectoparasieten.

## Nadelen
Zero-grazing kent als nadelen dat het arbeidsintensief is en meer brandstof kost. Daarnaast krijgen de beesten minder beweging en wordt de ethologische vraag gesteld of dit veehouderijsysteem het natuurlijke gedag van dieren niet te veel beperkt of blessures en gebreken zal opleveren, doordat zij (meestal) geen vrije uitloop hebben. De situatie is vergelijkbaar met stalvoeding in de winter. De stallen zijn veelal ligboxenstallen.
In westerse landen is dit systeem niet rendabeler dan het oudere. En in Afrika biedt het sommige boeren de mogelijkheid om op een geavanceerde wijze vee te houden in klimatologisch moeilijke omstandigheden en tevens de problematiek rond regelgeving omtrent communale gronden het hoofd te bieden. Hierdoor kunnen meer mensen worden gevoed dan in het traditionele bedrijfssysteem. Gezien de grote hoeveelheid arbeid die deze methode vergt, moet goed worden afgewogen of dit systeem in individuele situaties haalbaar en rendabel is.